# مابانو
مابانو (وتُكتب أيضًا مابانو تورينيزي ) هي بلدية في مدينة تورينو الحضرية، في منطقة بيمنتة الإيطالية.

## الجغرافيا
تقع مابانو في المنطقة الشمالية الغربية من منطقة العاصمة تورينو [الإنجليزية]، على بعد بضعة كيلومترات جنوب مطار تورينو كايلي. يحد البلدية بورجارو تورينيزي، كاسيلي تورينيزي، ليني، سيتيمو تورينيزي وتورينو.